# معهد إسرائيل للتصدير
معهد إسرائيل للتصدير (IEI، العبرية: מכון היצוא הישראלי، بالحروف اللاتينية: ماهون ها ها yitsu yisra'eli) هي وكالة حكومية إسرائيلية التي تعمل تحت إشراف وزارة التجارة والعمل لتسهيل فرص التجارة والمشاريع المشتركة، والاستراتيجية تحالفات بين شركات دولية وشركات إسرائيلية.
تأسس المعهد عام 1958 ، وهو منظمة غير ربحية تعمل على تعزيز القدرات الصناعية لإسرائيل من خلال التعاون التجاري على جميع المستويات. مع أكثر من 2600 شركة عضو ، والتي تنتج معًا أكثر من تسعين بالمائة من الصادرات الصناعية الإسرائيلية (باستثناء الصادرات الدفاعية والماس) ، تقدم IEI شركات في أمريكا الشمالية وأوروبا والشرق الأوسط والشرق الأقصى للشركات الإسرائيلية العاملة في مختلف المجالات ذات الاهتمام ، ويقدم المساعدة والمعلومات حول الاقتصاد الإسرائيلي ، والتنمية وآفاق السوق.
ينسق المعهد المعارض والمؤتمرات في إسرائيل والخارج ويوفر قاعدة بيانات على الإنترنت لشركات التصدير الإسرائيلية. يشرف على المعهد آفي حيفتز ، الذي يشغل منصب المدير العام. رئيس مجلس الإدارة هو أمي آريل ، ومدير المشاريع الدولية والمناقصات وتطوير السيارات هو أوري باتشر.

## وصلات خارجية
- معهد إسرائيل للتصدير

1. 1 2 3 4 5 6 7  وصلة مرجع: https://www.nli.org.il/media/4693/israeli-publishers.csv. الوصول: 23 سبتمبر 2020.